# Harem Scarem
Harem Scarem es una banda de hard rock originaria de Canadá. Fue fundada en 1987 por Harry Hess (exvocalista de Blind Vengeance) y Pete Lesperance (exguitarrista de Minotaur). El batería Darren Smith y el bajista Mike Gionet completan la primigenia formación. Esta banda ha sido una de las precursoras del hard rock de los noventa.
El nombre de la banda proviene del capítulo en el que salió por primera vez Bugs Bunny en 1939 titulado Hare-um Scare-um

## Miembros
Actuales
- Harry Hess – voz, guitarra rítmica, teclados
- Pete Lesperance – guitarra solista, coros
- Darren Smith - batería, coros (estudio/tours)
- Creighton Doane – batería, coros (estudio)
- Mike Vassos - bajo, coros

Pasados
- Mike Gionet – bajo, coros
- Barry Donaghy – bajo, coros
- Stan Miczek - bajo

## Discografía

### Álbumes de estudio
- Harem Scarem (6 de agosto, 1991)
- Mood Swings (11 de junio, 1993) [1]
- Voice of Reason (25 de septiembre, 1995) [2]
- Karma Cleansing (1997)
- Big Bang Theory (1998)
- Rubber (1999)
- Ultra Feel (2001)
- Weight of the World (2002)
- Higher (2003)
- Overload (2005)
- Human Nature (2006)
- Hope (2008)
- Mood Swings II (2013)
- Thirteen (2014)
- United (2017)
- Change the World (2020)
- Chasing Euphoria (2025)

### Álbumes en directo
- Live in Japan (1996)
- Live Ones (1997)
- Live at The Siren (1998)
- Last Live (2000)
- Live at the Gods 2002 (2002)
- Live at Firefest (2005)
- Raw and Rare (2008)

### Álbumes recopilatorios
- The Best Of Harem Scarem (1998)
- B-Side Collection (1998)
- Ballads (1999)
- Rocks (2001)
- The Very Best of Harem Scarem (2002)
- The Early Years (2003)
- The Essentials (2005)
- This Ain't Over – Best of the Avalon Years (2009)
- Harem Scarem - The Ultimate Collection (2019)

### EPs
- Acoustic Sessions (1991)
- Live and Acoustic (1994)
- MelodicRock (2008)

### DVDs
- Video Hits & More (2002)
- Live at the Gods (2002)
- Raw and Rare (2007)
- Live at the Phoenix (2015)

### Sencillos
- "Slowly Slipping Away" - CAN #25 (1991)[3]
- "Love Reaction" (1991)
- "Honestly" - CAN #68 (1992)[4]
- "With a Little Love" (1992)
- "Something to Say" (1992)
- "No Justice" (1993)
- "Change Comes Around" (1993)
- "If There Was a Time" (1994)
- "Die Off Hard" (1997)
- "Rain" (1997)
- "New Religion" (1998)
- "What I Do" (1998)
- "Turn Around" (1998)
- "So Blind" (1998)